# Rekop György és az Adminok: TrollFoci
A TrollFoci az azonos nevű Facebook oldal szerkesztőinek és a humorista Rekop Györgynek a közös szerzeménye.

## A könyv
A mű a TrollFoci első könyve, amely a szerzők szemszögéből és a rájuk jellemző kíméletlen humorral mutatja be a kor mélyponton lévő magyar labdarúgását. A magyar labdarúgó-válogatotton és a profi futballistákon, szakvezetőkön kívül írnak a másik véglet, a megyei amatőr futball szépségeiről is, amely a TrollFoci követőinek történeteiből állt össze egy egyedülálló gyűjteménnyé. Rekop György és az adminok megosztják saját személyes történeteiket és elárulnak néhány műhelytitkot Magyarország egyik legnépszerűbb mémgyáráról.
A könyv bemutatójára a Hollandia-Magyarország (8-1) mérkőzés első évfordulóján, a Románia-Magyarország (1-1) Európa-bajnoki selejtező napján került sor Bukarestben.

## Szerzők
A könyv a Twister Media gondozásában jelent meg. Szerzői Rekop György, illetve a TrollFoci adminjai: G., H., KA, L. és S. A könyv szerkesztője Csepelyi Adrienn.

## Elismerések
A könyv 2015-ben magyar ismeretterjesztő irodalom kategóriában Aranykönyv-díjat kapott.